# Villafranca de los Caballeros
Villafranca de los Caballeros község Spanyolországban, Toledo tartományban. Villafranca de los Caballeros Alcázar de San Juan, Herencia, Camuñas, Madridejos, Villacañas és Quero községekkel határos. Lakosainak száma 4897 fő (2024).

## Népesség
A település népessége az utóbbi években az alábbiak szerint változott:
| Lakosok száma | 5305 | 5210 | 5430 | 5561 | 5373 | 5259 | 5024 | 4896 | 4884 | 4897 |
|               | 2001 | 2004 | 2007 | 2009 | 2012 | 2014 | 2017 | 2019 | 2022 | 2024 |